# خالد الزبيدي
خالد حسن الزبيدي (مواليد 6 سبتمبر 1995) هو لاعب كرة قدم سعودي يلعب حاليًا في نادي قلوة.